# نادي المطوع
أكاديمية المطوع، نادي كرة قدم سعودي من الأندية الخاصة في الرياض، تأسس في عام 2024 م, شارك لأول مرة في موسم 2024-2025 في مصاف اندية دوري الدرجة الرابعة السعودي لكرة القدم.